# Ehden

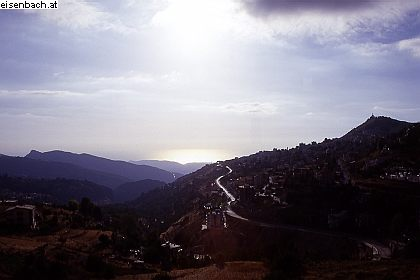
Ehden al atardecer.

Ehden (en árabe, اٍهدن) es una ciudad montañosa situada en el corazón de las montañas del norte del Líbano y en la pendiente suroeste de Monte Makmal en la región del monte del Líbano. Sus residentes son residentes del distrito de Zgharta.

## Geografía
La ciudad está localizada a 1500 m s. n. m. y se encuentra a 30,8 km de Zgharta, a 110 km de Beirut —la capital del país— y a 39 km de Trípoli.
Ehden es un famoso destino turístico veraniego, a menudo denominado la novia de los destinos de verano en el norte de Líbano.
La gastronomía es una de las atracciones turísticas más prominentes en Ehden, especialmente en verano. la cocina kebbeh meshwyeh y kebbeh nayeh, ambas cocinas tradicionales, son particularmente notables en la ciudad.

## Etimología

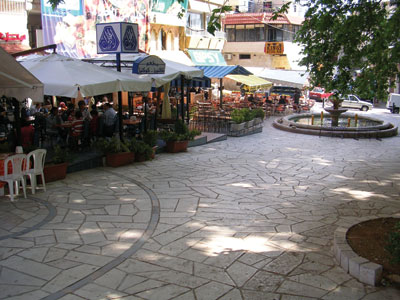
Cafeterías de Ehden.

El término Ehden deriva del idioma arameo y significa la base y la pendiente de la montaña. La ubicación de Ehden en la base del monte Mar Sarkis apoya esta explicación. Esta teoría se apoya con uno de los escritos de Anis Frayha:
| El nombre de Ehden proviene de Adon. Adonis significa poder, estabilidad y tranquilidad. Adon significa también la base y la cima traducido como la parte superior de la montaña y su base. |

El religioso Estephan El Douaihy, junto con el Padre Martens el Jesuita, llegaron a la conclusión que el nombre de Ehden  deriva del Edén donde Adán y Eva vivieron en el paraíso. El Douaihy escribió un manuscrito en latín respecto a su punto de vista que se conserva en la biblioteca del Vaticano. Esta teoría está confrontada por Ernest Renan en su libro Misión en Fenicia  y por Padre Henri Lammens.

## Historia

### Ehden antes de Cristo
Algunos textos antiguos mencionan que los residentes de Ehden son descendientes de la tribu Sem, el hijo de Noé.
- 850 a. C.: el rey arameo Hadadezer vino a Ehden y lo reconstruyó, instalando una estatua de su dios de entonces Baal Loubnan o El Dios de la Nieve.
- 700 a. C.: Senaquerib, el rey asirio a través de su asistente principal Rabshakeh, ocupó Ehden.
- 300 a. C.: Seleuco I Nicátor, líder de un ejército que formaba parte del ejército macedonio de Alejandro Magno, reconstruyó Ehden. Seleuco también construyó un gran templo pagano en el lado oriental donde levantó una estatua del Sol-dios Helios.
- 64 a. C.: Cneo Pompeyo Magno conquistó Ehden.

## Lugares de adoración

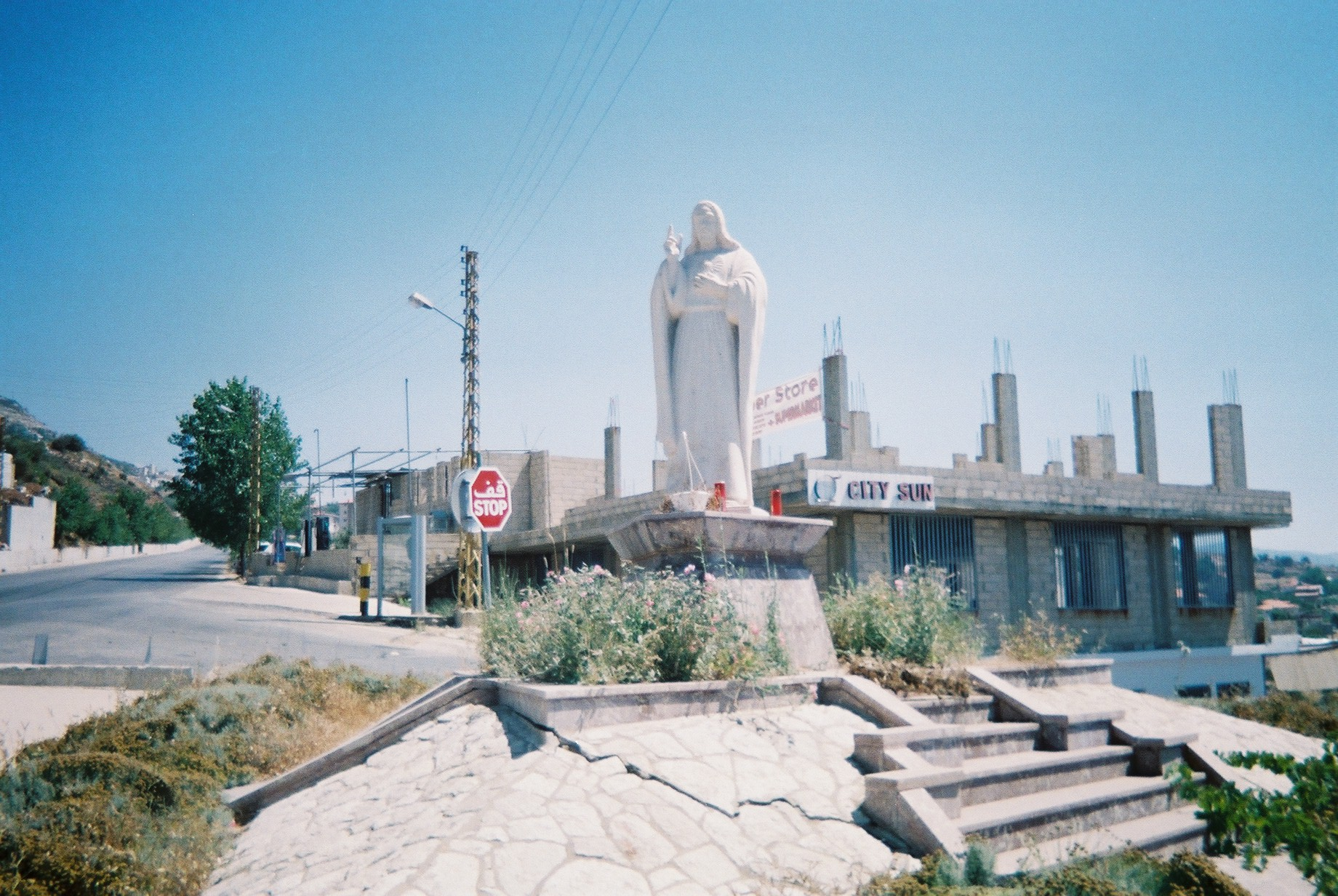
Una estatua de Jesucristo cercana a Ehden, en el Líbano.

### Iglesias antiguas
Las iglesias de norte a sur son:
- San Pedro.
- San Juan.
- San Ghaleb.
- Iglesia Mar Mama.
- San Esteban.

### Iglesias en la actualidad
Hay 23 lugares de adoración cristiana en Ehden, incluyendo iglesias, monasterios, conventos y santuarios como:
Catedrales
- Catedral de San Jorge.

Iglesias
- Iglesia de Nuestra Señora de Al-Hara.
- Iglesia de Nuestra Señora de Jou'it.
- Iglesia de Nuestra Señora de Fort, construido sobre los restos de un castillo de Cruzado
- Iglesia del Santo Abda.
- Iglesia de San Antonio.
- Iglesia de San Esteban.
- Iglesia de San Ghaleb.
- Iglesia de San Jorge.
- Iglesia de San Jorge.
- Iglesia de Santa María.
- Iglesia de San Mamés
- Iglesia de San Miguel.
- Iglesia de San Simón.

Conventos
- Convento de San Cipriano.
- Convento de San Jacob.
- Convento de San Moura.
- Convento de San Pablo
- Monasterio de Mar Sarkis, Ras Al Nahr.
- Convento de la Cruz Santa.

## Entorno
En la ciudad también se ubica el bosque de Ehden, con una variedad de árboles, plantas, flores, y animales únicos. El bosque fue declarado reserva natural protegida por el gobierno libanés en 1992.

Fotografía panorámica tomada De Ehden Por Paul Saad.